# Valdetórtola
Valdetórtola község Spanyolországban, Cuenca tartományban.  Lakosainak száma 123 fő (2024).

## Népesség
A település népessége az utóbbi években az alábbiak szerint változott:
| Lakosok száma | 139  | 146  | 163  | 167  | 170  | 153  | 142  | 133  | 124  | 123  |
|               | 2001 | 2004 | 2006 | 2009 | 2011 | 2014 | 2016 | 2019 | 2021 | 2024 |